# Mauretanische Basketballnationalmannschaft
Die mauretanische Basketballnationalmannschaft der Herren vertritt Mauretanien bei Basketball-Länderspielen. Zwischen 1978 und 1985 qualifizierte sich die Auswahl für vier von fünf Endrunden der Afrikameisterschaft, wobei ihr bei ihrer letzten Teilnahme 1985 ein sechster Platz gelang. Anschließend konnte sie sich bislang nicht mehr für kontinentale Endrunden qualifizieren, auch zu einer Teilnahme an einer globalen Endrunde der Weltmeisterschaft oder Olympischen Spielen reichte es bislang nicht.

## Abschneiden bei internationalen Wettbewerben
| - noch nie qualifiziert |  | - noch nie qualifiziert |

### Afrikameisterschaften
| bis 1975 – nicht qualifiziert - 1978 – 7. Platz - 1980 – 8. Platz - 1981 – 9. Platz - 1983 – nicht qualifiziert - 1985 – 6. Platz seit 1987 – nicht qualifiziert |